# Nicolas Renahy
Pour les articles homonymes, voir Renahy.
Nicolas Renahy est un universitaire français né le 7 août 1971, directeur de recherche en sociologie au département des sciences sociales à l'Institut national de recherche pour l'agriculture, l'alimentation et l'environnement (INRAE) à Dijon,,.

## Carrière
Nicolas Renahy est l'auteur d'une thèse de sociologie intitulée « Vivre et travailler au pays ? : parentèles et renouvellement des groupes ouvriers dans un village industriel bourguignon », soutenue en 1999 à l'École des hautes études en sciences sociales (EHESS).
Cette enquête a fait l'objet d'un livre aux éditions la Découverte en 2005, intitulée Les gars du coin. Enquête sur une jeunesse rurale. Son travail a permis de montrer la vie et les difficultés de jeunes de classes populaires dans les espaces ruraux, à rebours de la plupart des enquêtes sociologiques étudiant la jeunesse urbaine. L'enquête de Nicolas Renahy permet de comprendre pourquoi les accidents de la route touchent plus souvent les jeunes dans les zones rurales . Les recherches de Nicolas Renahy portent sur les mondes ruraux, la stratification sociale, et l'histoire des sciences sociales. En 2015, il est co-auteur d'une synthèse de référence sur les classes populaires,,,,.
Il a été directeur du Centre d’économie et de sociologie appliquées à l'agriculture et aux espaces ruraux (CESAER). Il est membre du comité éditorial de la revue Politix.

## Ouvrages
- Les Gars du coin. Enquête sur une jeunesse rurale, Préface de Stéphane Beaud et Michel Pialoux, Paris, La Découverte, 2005[15],[16],[17].
- Les Mondes ruraux à l’épreuve des sciences sociales, Paris, INRA Éditions, Quae/Symposcience, 2007 (en codirection Céline Bessière, Éric Doidy, Olivier Jacquet, Gilles Laferté, Julian Mischi, Yannick Sencébé)
- Sociologie des classes populaires contemporaines, Paris, Armand Colin, 2015. (avec Yasmine Siblot, Marie Cartier, Isabelle Coutant, Olivier Masclet)
- Le laboratoire des sciences sociales. Histoires d'enquêtes et revisites, Paris, Raisons d'Agir, 2018, en codirection avec (Gilles Laferté, Paul Pasquali)[18].
- Mondes ruraux et classes sociales, Paris, Ed. EHESS, 2018, (en codirection avec Ivan Bruneau, Gilles Laferté, Julian Mischi)[19],[20],[21].
- Campagnes contemporaines. Enjeux économiques et sociaux des espaces ruraux français, Paris, Quae, Update Sciences & technologies, 2016 (en codirection avec Stéphane Blancard et Cécile Détang-Dessendre).
- Mépris de classe. L'exercer, le ressentir, y faire face, Raisons d'Agir, 2021, (en codirection avec Pierre-Emmanuel Sorignet)[22],[23].